# George M. Chilcott
George M. Chilcott (Cassville, 1828. január 2. – Saint Louis, 1891. március 6.) az Amerikai Egyesült Államok szenátora (Colorado, 1882–1883).